# Araneus hotteiensis
Araneus hotteiensis är en spindelart som först beskrevs av Bryant 1945.  Araneus hotteiensis ingår i släktet Araneus och familjen hjulspindlar. Inga underarter finns listade i Catalogue of Life.